# Idiot's Delight
Idiot's Delight  è una commedia teatrale scritta dal commediografo statunitense Robert E. Sherwood nel 1936. Con questo lavoro, Sherwood vinse il premio Pulitzer, il primo di tre che avrebbe conquistato in totale nella sua carriera.
Prodotta per Broadway da The Theatre Guild, la commedia aveva la supervisione alla produzione di Alfred Lunt e di Lynn Fontanne. Prima di debuttare a New York, la pièce fu presentata al National Theatre di Washington il 9 marzo 1936.
La prima dello spettacolo, che aveva come regista Bretaigne Windust, si tenne a Broadway, allo Shubert Theatre il 24 marzo 1936. Il lavoro di Sherwood, che aveva come interpreti principali Lynn Fontanne e suo marito Alfred Lunt, una delle coppie più famose del teatro di lingua inglese, riscosse un grande successo, restando in cartellone fino al dicembre 1936, per un totale di trecento recite.
La commedia è ambientata all'Hotel Monte Gabrielle, sulle Alpi italiane, vicino alla frontiera con Svizzera e Austria.

## Trama
In una zona di frontiera sulle Alpi, allo scoppio della prima guerra mondiale, gli ospiti di un albergo restano bloccati in un pomeriggio d'inverno, passando forzatamente insieme le seguenti ventiquattro ore.

## Cast della prima: 24 marzo 1936
- Lynn Fontanne: Irene
- Alfred Lunt: Harry Van
- Margorie Baglin: Elaine
- Edgar Barrier: Auguste
- Gilmore Bush: terzo ufficiale
- Francis Compton: Achille Weber
- Connie Crowell: Beulah
- Ernestine De Becker:	Signora Rossi
- Frances Foley: Edna
- S. Thomas Gomez: Pittaluga
- Sydney Greenstreet: dottor Waldersee
- Alan Hewitt: primo ufficiale
- Jean MacIntyre: Mrs. Cherry
- George Meader: Dumptsy
- Murry O'Neill: maggiore
- Le Roi Operti: Signor Rossi
- Jacqueline Paige: Shirley
- Edward Raquello: capitano Locicero
- Edna Ross: Francine
- Winston Ross: secondo ufficiale
- Stephen Sandes: signor Palota
- Barry Thomson: Donald Navadel
- Ruth Timmons: Bebe
- Tomasso Tittoni: quarto ufficiale
- Una Val: Anna
- Richard Whorf: Quillery
- Bretaigne Windust: Mr. Cherry

### Trasposizioni cinematografiche
- Spregiudicati (Idiot's Delight), regia di Clarence Brown (1939)